# Théza
Théza – miejscowość i gmina we Francji, w regionie Oksytania, w departamencie Pireneje Wschodnie.
Według danych na rok 1990 gminę zamieszkiwały 1013 osoby, a gęstość zaludnienia wynosiła 210 osób/km² (wśród 1545 gmin Langwedocji-Roussillon Théza plasuje się na 337. miejscu pod względem liczby ludności, natomiast pod względem powierzchni na miejscu 1019.).

## Populacja

Populacja Théza w latach 1962–2008